# Martin Vráblík
Martin Vráblík (Vsetín, 4 giugno 1982) è un ex sciatore alpino ceco.

## Biografia

### Stagioni 1998-2009
Attivo in gare FIS dal novembre del 1997, Vráblík ha esordito in Coppa Europa il 3 dicembre 2001 a Val Thorens in slalom speciale, senza completare la prova, e ai Campionati mondiali a Sankt Moritiz 2003, dove si è classificato 40º nella discesa libera e non ha completato il supergigante e lo slalom speciale. Ha debuttato in Coppa del Mondo il 18 gennaio 2004 a Wengen in slalom speciale, senza completare la prova; ai successivi Mondiali di Bormio/Santa Caterina Valfurva 2005 è stato 26º nello slalom speciale e non ha completato la combinata.
Ha esordito ai Giochi olimpici invernali a Torino 2006, dove si è piazzato 38º nel supergigante, 21º nello slalom speciale, 12º nella combinata e non ha terminato lo slalom gigante; l'anno dopo ai Mondiali di Åre 2007 non ha completato lo slalom speciale, mentre a quelli di Val-d'Isère 2009 non ha portato a termine il supergigante.

### Stagioni 2010-2016
Ai XXI Giochi olimpici invernali di Vancouver 2010 è stato 31º nella supercombinata e non ha terminato il supergigante, lo slalom gigante e lo slalom speciale; l'anno dopo ai Mondiali di Garmisch-Partenkirchen 2011 si è piazzato 17º nella supercombinata e non ha completato discesa libera, slalom gigante e slalom speciale, mentre a quelli di Schladming 2013 è stato 36º nella discesa libera, 41º nel supergigante e 15º nella supercombinata.
Ai XXII Giochi olimpici invernali di Soči 2014, sua ultima presenza olimpica, si è classificato 35º nella discesa libera, 33º nel supergigante, 31º nello slalom gigante, 16º nella supercombinata e non ha terminato lo slalom speciale; l'anno dopo ha preso per l'ultima volta il via in Coppa del Mondo, il 23 gennaio nella combinata di Kitzbühel (24º), e ai Mondiali di Vail/Beaver Creek 2015, suo congedo iridato, si è piazzato 42º nel supergigante, 30º nella combinata e non ha completato slalom gigante e slalom speciale. Si è ritirato al termine della stagione 2015-2016 e la sua ultima gara in carriera è stata lo slalom gigante dei Campionati cechi 2016, il 2 aprile a Špindlerův Mlýn, chiuso da Vráblík all'11º posto; i suoi migliori piazzamenti in Coppa del Mondo sono stati tre ventitreesimi posti, ottenuti tutti in supercombinata.

## Palmarès

### Coppa del Mondo
- Miglior piazzamento in classifica generale: 126º nel 2012

### Coppa Europa
- Miglior piazzamento in classifica generale: 141º nel 2005

#### Coppa Europa - gare a squadre
- 1 podio:
  - 1 vittoria

### Campionati cechi
- 15 medaglie:
  - 5 ori (slalom speciale nel 2005; supergigante, slalom gigante, supercombinata nel 2008; supergigante nel 2012)
  - 6 argenti (slalom speciale nel 2006; slalom gigante, slalom speciale, supercombinata nel 2012; supercombinata nel 2013; slalom speciale nel 2015)
  - 4 bronzi (supergigante nel 2003; slalom speciale nel 2008; slalom gigante nel 2011; slalom speciale nel 2014)